# Flavio Soares
Flavio Soares (São Paulo, 25 de febrero de 1973) es un dibujante, ilustrador y editor de arte brasileño.

## Carrera
Flavio Soares trabaja profesionalmente como diseñador e ilustrador freelance, además de producir historietas. Entre sus trabajos de ilustración, están los libros infantiles Bia Quer Um Cachorrinho (de Vivian Marassi), Ora, Bolas! (de Marisa Ratcov) y Giz (de Bianca Werner), todos publicados por Marsupial Editora.

### 1990-2004: Editor de arte
Flavio comenzó su carrera en el estudio del editor Franco de Rosa en la década de 1990, trabajando como editor de arte para el editorial Nova Sampa, siendo responsable de las revistas Coleção Invictus, Jonah Hex, Lobo Solitário y OMAC.
Posteriormente, comenzó a trabajar en la editorial Mythos en el mismo puesto. Una de sus principales atribuciones fue el trabajo sobre la identidad visual de los cómics de Marvel y DC Comics cuando la publicación de ambos en Brasil pasó de Editora Abril a Panini Comics.

### 2005-2011:A Vida com Logany otros webcomics
En agosto de 2005, Flavio comenzó a publicar el blog A Vida com Logan (La Vida con Logan), en el que compartía su día a día con su hijo Logan, quien nació el 29 de noviembre del año anterior con síndrome de Down. En 2009, comenzó a publicar una tira cómica del mismo nombre en su blog, en la que él y su hijo eran los personajes principales. El webcómic fue finalista del Troféu HQ Mix nueve veces seguidas: en la categoría de "mejor tira nacional" en 2011 y en la categoría de "mejor tira web" entre 2012 y 2019.
En 2009, Flavio creó con el guionista Lucio Luiz la tira cómica As Aventuras do MorsaMan para el sitio web Papo de Gordo (donde ambos participaban como podcasters y columnistas). La tira presentaba historias cortas del personaje MorsaMan, la "mascota" del sitio.
En 2010, durante la última temporada de la serie de televisión Lost, Flavio creó la tira cómica Losties em quadrinhos, que satiriza la serie y sus personajes.

### 2012-2015:Meninos e Dragõesy otras historietas
En 2012, Flavio creó, en coautoría con el artista Flavio Soares, la serie de historietas infantiles Meninos & Dragões (Chicos y Dragones), que ganó el 2.º Premio Abril de Personajes y fue lanzada como historieta regular por la Editora Abril al año siguiente.
Sin embargo, debido a la crisis que atravesaba en ese momento Editora Abril, que estaba provocando varios recortes en publicaciones, especialmente en historietas, la revista fue cancelada tras la publicación del primer número. Aun así, el cómic ganó el Prêmio Angelo Agostini al mejor lanzamiento en 2014.
En 2013, la editorial Panda Books lanzó un libro basado en las tiras de A Vida com Logan con una historieta inédita. Al año siguiente, la primera colección de las tiras fue publicada por Jupati Books, en el libro A Vida com Logan: para ler no sofá, que fue financiado vía crowdfunding en la plataforma Catarse.
Este libro ganó el Troféu HQ Mix a la mejor publicación de tira cómica en 2015. En el mismo año, también se lanzó la segunda colección, llamada A Vida com Logan: o mundo em nosso quarto.
Flavio participó también en varias colecciones de historietas como Feitiço da Vila, con historietas inspiradas en las canciones de Noel Rosa, y Gibi Quântico, además de ediciones del periódico Café Espacial, entre varias otras.

### 2016-2020: Novelas gráficas y caricaturas editoriales
En 2016 Flavio publicó su primera novela gráfica, A Lei de Murphy (Jupati Books), que cuenta la historia de un abogado llamado Douglas Murphy, que busca fama y dinero en un mundo donde las personas comienzan a adquirir superpoderes. El título juega con la famosa Ley de Murphy, que establece que si algo tiene la posibilidad de salir mal, saldrá mal.
En 2018, a través del sello editorial Jupati Books, Flavio y Lucio relanzaron la serie Meninos e Dragões, esta vez en forma de álbumes con historias únicas y con la apariencia de los personajes completamente reformulada. El primer volumen fue finalista del Troféu HQ Mix a la mejor publicación infantil del año siguiente.
A partir de 2020, con el recrudecimiento de la pandemia de COVID-19 en Brasil, Flavio comenzó a publicar la serie de caricaturas Short Cuts, retratando las acciones del gobierno y el convulso momento político del país. Después de un tiempo, la serie comenzó a publicarse gracias al crowdfunding recurrente en el sitio web Apoia.Se.
También en 2020, Flavio ganó el Premio Vladimir Herzog en la categoría "Prêmio Destaque Vladimir Herzog Continuado" junto a otros 109 dibujantes que participaron del movimiento "Carga Continuada", que consistió en la recreación por parte de cientos de artistas de una caricatura editorial de Renato Aroeira que había sido objeto de una solicitud de investigación por parte del gobierno brasileño por vincular al entonces presidente Jair Bolsonaro con el nazismo.

### 2021-presente: Nuevas historietas y actuación internacional
En 2021, Flavio volvió a lanzar nuevas novelas gráficas:O Crime de Lorde Arthur Savile, basada en el cuento homónimo de Oscar Wilde publicado originalmente en 1891, y Zico: 50 anos de futebol (em quadrinhos), que cuenta la historia de vida del famoso jugador brasileño de fútbol. Ambos libros fueron publicados por la editorial Ultimato do Bacon.
En 2023, junto con el guionista Christian David, creó el webcomic Vida em Marte.
También comenzó a trabajar en el mercado internacional, habiendo participado en obras como Heroes in Training, de David Campiti (arte final), Twisted Dark, de Neil Gibson (ilustración) y Avengers: Super Heroes Assemble, de Marvel HQ (colores y arte final).

## Premios y nominaciones
| Año  | Premio                      | Categoría                                  | Trabajo                                                                   | Resultado | Ref           |
| ---- | --------------------------- | ------------------------------------------ | ------------------------------------------------------------------------- | --------- | ------------- |
| 2011 | Troféu HQ Mix               | Mejor tira nacional                        | A Vida com Logan                                                          | Nominado  | [ 42 ]        |
| 2012 | Troféu HQ Mix               | Mejor web tira                             | A Vida com Logan                                                          | Nominado  | [ 43 ]        |
| 2012 | Prêmio Abril de Personagens | Prêmio Abril de Personagens                | Meninos & Dragões                                                         | Ganador   | [ 12 ]        |
| 2013 | Troféu HQ Mix               | Mejor web tira                             | A Vida com Logan                                                          | Nominado  | [ 44 ]        |
| 2014 | Troféu HQ Mix               | Mejor web tira                             | A Vida com Logan                                                          | Nominado  | [ 45 ]        |
| 2014 | Prêmio Angelo Agostini      | Mejor lanzamiento                          | Meninos & Dragões                                                         | Ganador   | [ 15 ]        |
| 2015 | Troféu HQ Mix               | Mejor publicación de tiras                 | A Vida com Logan: para ler no sofá                                        | Ganador   | [ 46 ] [ 20 ] |
| 2015 | Troféu HQ Mix               | Mejor web tira                             | A Vida com Logan                                                          | Nominado  |               |
| 2016 | Troféu HQ Mix               | Mejor publicación de tiras                 | A Vida com Logan: o mundo em nosso quarto                                 | Nominado  | [ 47 ]        |
| 2016 | Troféu HQ Mix               | Mejor web tira                             | A Vida com Logan                                                          | Nominado  | [ 47 ]        |
| 2017 | Troféu HQ Mix               | Mejor edición especial nacional            | A Lei de Murphy                                                           | Nominado  | [ 48 ]        |
| 2017 | Troféu HQ Mix               | Mejor web tira                             | A Vida com Logan                                                          | Nominado  | [ 48 ]        |
| 2018 | Troféu HQ Mix               | Mejor web tira                             | A Vida com Logan                                                          | Nominado  | [ 49 ]        |
| 2019 | Troféu HQ Mix               | Mejor publicación infantil                 | Meninos e Dragões volume 1                                                | Nominado  | [ 31 ]        |
| 2019 | Troféu HQ Mix               | Mejor web tira                             | A Vida com Logan                                                          | Nominado  | [ 31 ]        |
| 2020 | Prêmio Vladimir Herzog      | Prêmio Destaque Vladimir Herzog Continuado | Charge Continuada                                                         | Ganador   | [ 33 ]        |
| 2021 | Prêmio Angelo Agostini      | Mejor caricaturista                        | Mejor caricaturista                                                       | Nominado  | [ 50 ]        |
| 2022 | Prêmio Angelo Agostini      | Mejor dibujante                            | O Crime de Lorde Arthur Savile y Zico: 50 anos de futebol (em quadrinhos) | Nominado  | [ 51 ]        |
| 2022 | Prêmio Angelo Agostini      | Mejor lanzamiento                          | O Crime de Lorde Arthur Savile                                            | Nominado  | [ 51 ]        |
| 2022 | Prêmio Angelo Agostini      | Mejor colorista                            | O Crime de Lorde Arthur Savile                                            | Nominado  | [ 51 ]        |
| 2024 | Ignatz Awards               | Outstanding Anthology                      | The Wheels on the Bus and Other Horror Stories                            | Nominado  | [ 52 ]        |
| 2024 | Prêmio Aberst de Literatura | Mejor historieta de crimen o terror        | Atirei o Pau no Gato e Outras Histórias de Terror                         | Nominado  | [ 53 ]        |
| 2024 | Troféu HQ Mix               | Mejor adaptación a historieta              | Atirei o Pau no Gato e Outras Histórias de Terror                         | Nominado  | [ 54 ]        |
| 2024 | Prêmio Angelo Agostini      | Mejor lanzamiento                          | Atirei o Pau no Gato e Outras Histórias de Terror                         | Nominado  | [ 55 ]        |